# 水窑乡
水窑乡，是中华人民共和国山西省大同市左云县下辖的一个乡镇级行政单位。2021年4月，撤销水窑乡，整建制并入店湾镇。以原水窑乡和原店湾镇的行政区域为店湾镇的行政区域。

## 行政区划
水窑乡下辖以下地区：
上山井村、水窑村、下山井村、东沟村、柏山村、冯家窑村、全羊头村、葫芦峪村、兴隆沟村、大路坡村、五丰咀村和大南沟村。